# Polina Žerebcovová
Polina Viktorovna Žerebcovová (rusky Полина Викторовна Жеребцова, Polina Viktorovna Žebercova; * 20. březen 1985 Groznyj, Čečensko, Sovětský svaz) je čečenská novinářka, spisovatelka a aktivistka v oblasti lidských práv. Je autorkou knihy Deníky Poliny Žerebcovové z doby první a druhé čečenské války, která byla přeložena do mnoha jazyků.
Polina Žerebcovová je signatářkou kampaně Putin musí odejít.

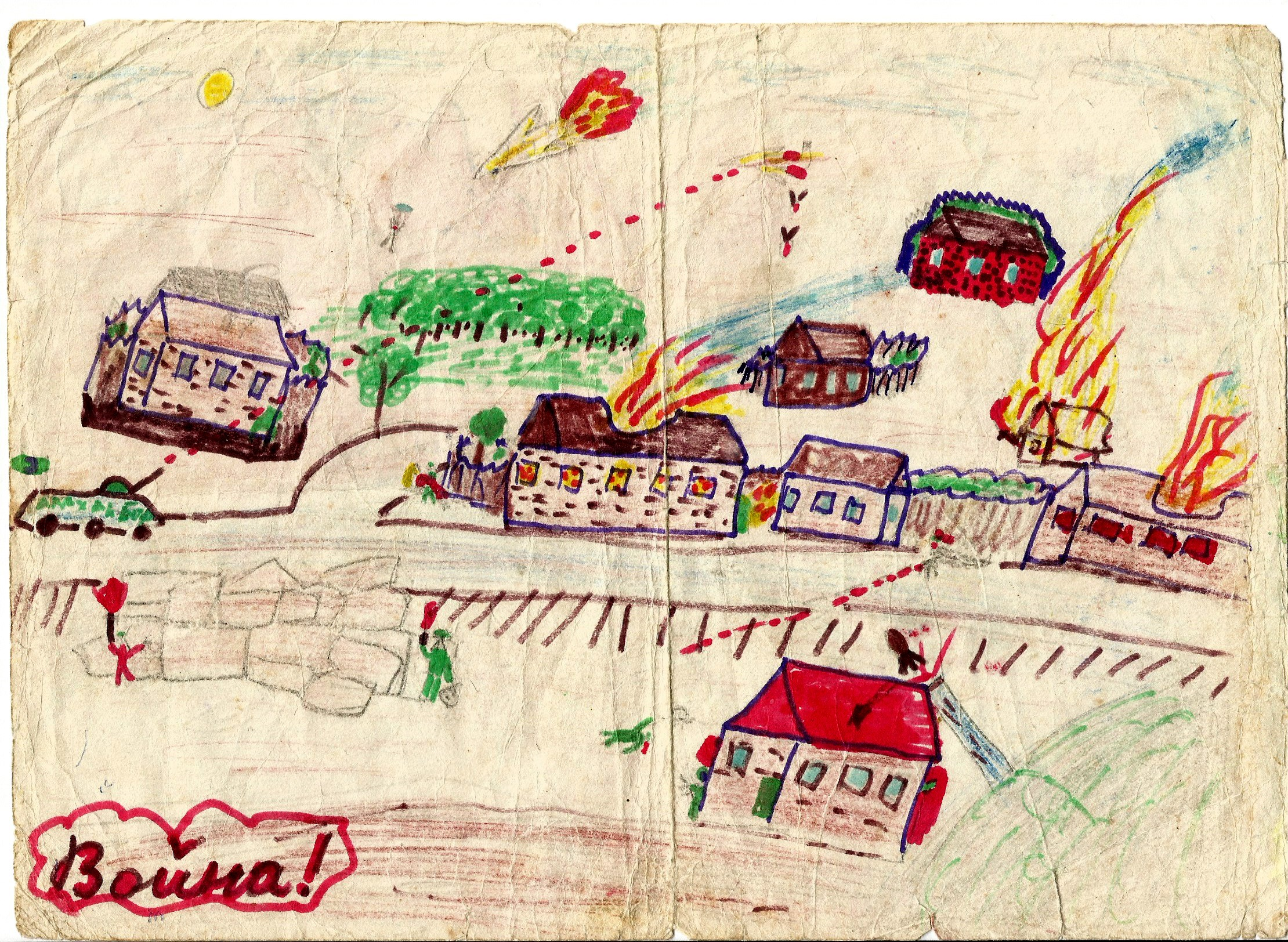
Obrázek „Válka“ z roku 1995, kdy bylo autorce 10 let

## Život
Polina Žerebcovová se narodila v Grozném. Během čečenských válek si jako devítiletá začala vést deník, který psala po deset let (1994–2004). Polina prožila dospívání uprostřed čečenských válek. Zažila zblízka válečnou realitu, opovržení i šikanu spolužáků a učitelů. Ve svém příběhu odhaluje svědectví o těžkém dětství, pubertě i mládí, během nichž proběhly tři čečenské války. Polina tak vyrůstala v době, kdy zažila bombardování, hlad, zkázu a bídu.
| „             | Politkovská jako novinářka psala o válce zvenčí. Polina Žerebcovová popisuje válku ze samotného nitra válečných hrůz. | “ |
| — Der Spiegel | |   |

V roce 2013 získala ve Finsku politický azyl.

## Povídkové soubory
- Дневник Жеребцовой Полины. — Moscow: Детектив-Пресс., 2011, 576 s., ISBN 978-5-89935-101-3
- Муравей в стеклянной банке. Чеченские дневники 1994-2004. Moscow: Corpus, 2014, 608 s., ISBN 978-5-17-083653-6
- Тонкая серебристая нить (рассказы) — Moscow: AST 2015. — 320 с. ISBN 978-5-17-092586-5
- Ослиная порода (автобиографическая повесть) — Moscow: Время 2017. — 352 с. ISBN 978-5-9691-1536-1
- 45 parallel (novel), Ukraine, 2017 ISBN 978-966-03-7925-1
  - čeština: "Deníky Poliny Žerebcovové", BIZBOOKS, 2016. Překlad: Libor Dvořák. ISBN 978-80-265-0500-6 [3]

## Ocenění
- 2006 - Mezinárodní ocenění Janusze Korczaka ("Křest" - 2000)
- 2006 - Mezinárodní ocenění Janusze Korczaka ("Historky Andílka")
- 2012 - Finalistka Ceny Andreje Sacharova Journalism as an act of Conscience
- 2017 - Mezinárodní ocenění Ernest Hemingway